# Автошлях М 29
49°54′ пн. ш. 36°06′ сх. д. / 49.9° пн. ш. 36.1° сх. д.
Автошля́х М29 — автомобільний шлях міжнародного значення в Україні, який є частиною європейського маршруту E105. Пролягає територією Харківської та Дніпропетровської областей. Загальна довжина — 163,8 км, під'їзд до автошляху М18E105 — 2,8 км. Загальна довжина — 166,6 км.
Автошлях є швидкісним дублером М18E105, який пролягає поза межами населених пунктів і має по дві смуги руху в обох напрямках.

## Галерея

Автошлях М29
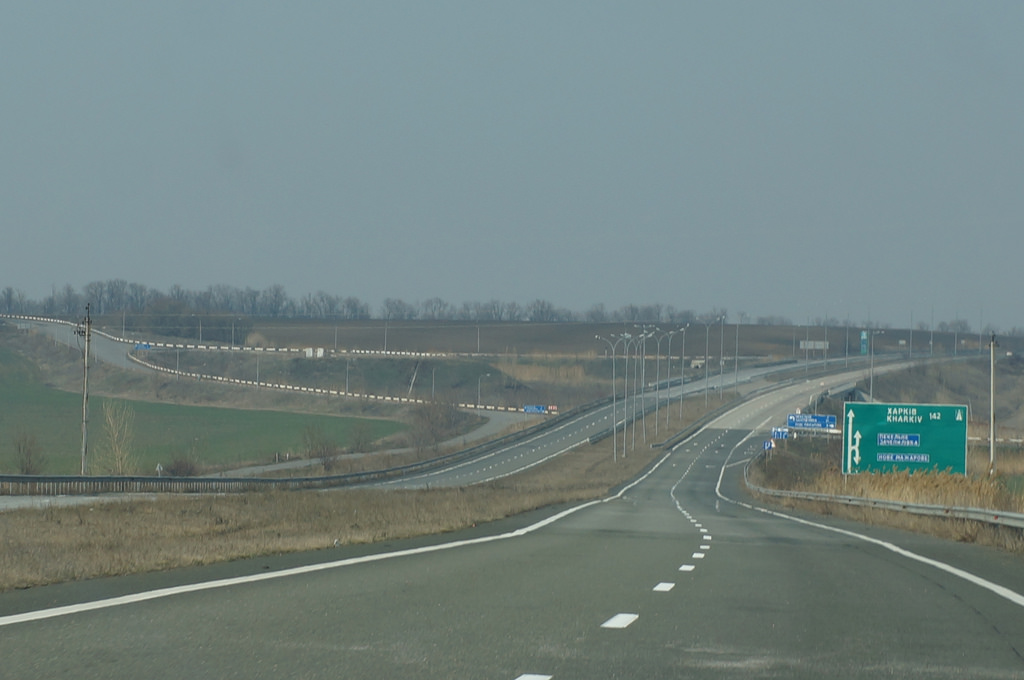
У Харківській області
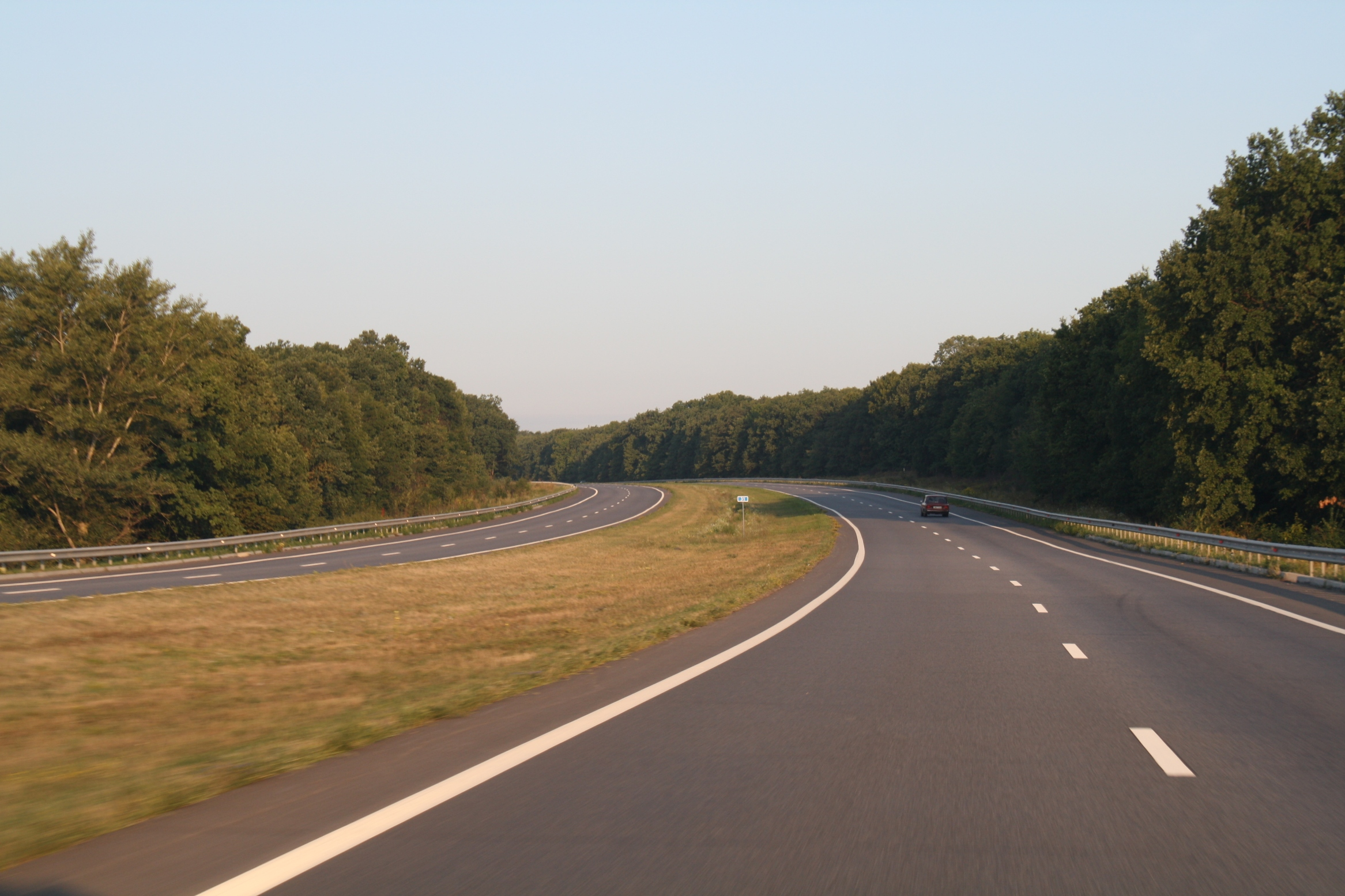
Поблизу села Рокитне Харківського району